# Yobe (estado)
Yobe é um estado do nordeste da Nigéria, criado em 27 de agosto de 1991. Sua capital é a cidade de Damaturu. Em 2012 a população era 2,804,250 habitantes, numa área de 45 502km².

## História
O estado de Yobe foi criado em 27 de Agosto de 1991. Foi destacado do antigo estado de Borno pela administração Babangida. Yobe foi criado porque o antigo estado de Borno era um dos maiores estados da Nigéria, em termos de área, e por isso, foi considerado demasiado grande para fácil administração e significativo desenvolvimento. Rivalidades étnicas no seio da velha Borno também contribuíram para a decisão.

## Áreas de Governo Local
O Estado de Yobe consiste de 17 áreas de governo local, ou LGAs. Elas são:
| - Borbari - Damaturu - Giedam - Gogharam - Guiba - Gularu | - Fika - Fune - Jakusko - Karaguwa - Machina - Nangere | - Nguru - Potiskum - Tarmuwa - Yuriubari - Yusufari |

## Economia
Embora Yobe seja um estado agrícola tem também ricos recursos pesqueiros e depósitos minerais de gesso, caulim, e quartzo. Os produtos agrícolas do estado incluem: goma-arábica, amendoim, feijão, algodão. O estado também é um dos maiores mercados de gado na África Ocidental localizado no Potiskum.

## Demografia
O principal grupo étnico que vive no estado Yobe são os canúris,  enquanto outras comunidades étnicas incluem fulas, Kare-Kare, Bolewa, Ngizim, Bade, hauçás, Ngamo e Shuwa.